# Coincourt
Coincourt – miejscowość i gmina we Francji, w regionie Grand Est, w departamencie Meurthe i Mozela.
Według danych na rok 1990 gminę zamieszkiwało 118 osób, a gęstość zaludnienia wynosiła 15 osób/km² (wśród 2335 gmin Lotaryngii Coincourt plasuje się na 927. miejscu pod względem liczby ludności, natomiast pod względem powierzchni na miejscu 756.).